# Neuilly-en-Dun
Neuilly-en-Dun är en kommun i departementet Cher i regionen Centre-Val de Loire i de centrala delarna av Frankrike. Kommunen ligger  i kantonen Sancoins som tillhör arrondissementet Saint-Amand-Montrond. År 2022 hade Neuilly-en-Dun 225 invånare.

## Befolkningsutveckling
Antalet invånare i kommunen Neuilly-en-Dun
Referens:INSEE